# سم رجیستر
ساموئل بی رجیستر (به انگلیسی: Samuel B. Register) یا سَم رجیستر (به انگلیسی: Sam Register) یک تهیه‌کننده و تاجر تلویزیون آمریکایی متولد سال متولد ۱۶ ژوئن ۱۹۶۹ است. وی رئیس انیمیشن برادران وارنر، سری دیجیتال وارنر و استودیوهای کارتون نت‌ورک است.
عضو سابق نایب رئیس شبکه کارتون نت‌ورک، رجیستر مغز پشت CartoonNetwork.com بود، که در سال ۱۹۹۸ شروع به کار کرد. پس از ایجاد CartoonNetwork.com، ثبت نام در سال ۲۰۰۰ ایده کارتون اوربیت را مطرح کرد. او در طول سال ۲۰۰۰ مدیر خلاق کارتون اوربیت بود؛ و ۲۰۰۱ قبل از اینکه به کارتون نت‌ورک برود، ثبت نام شروع به کارگردانی تبلیغات اسباب بازی کرد.
او خالق Hi Hi Puffy AmiYumi و نمایش لونی تونز بود و به عنوان تهیه‌کننده اجرایی تایتان‌های نوجوان و بن ۱۰ فعالیت داشت. او همچنین به عنوان تهیه‌کننده اجرایی تبدیل شوندگان: متحرک، براساس حق رای دادن محبوب تبدیل شوندگان و بن ۱۰: بیگانه فعالیت کرد. او همچنین تهیه‌کننده مشترک نسخه انیمیشن The Powerpuff Girls با عنوان Demashita است Powerpuff Girls Z. او سپس تهیه‌کننده اجرایی تایتان‌های نوجوان به پیش، Mike Tyson Mysteries و Unikitty شد.